# 西螺泰山石敢當
23°48′11″N 120°27′53″E / 23.803107°N 120.464739°E
西螺㤗山䂖敢當，又名市仔頭石敢當，是臺灣最大的石敢當，位於雲林縣西螺鎮濁水溪堤防上。

## 豎立
西螺鎮鎮長謝金治表示，西螺泰山石敢當是道光七年（1827年）立於濁水溪畔。傳說豎立由來，是當時濁水溪北岸的彰化水尾村民在岸邊設置一具道家法器朱砂筆，導致洪水往南衝破堤防，於是西螺人便請法師設立一塊雕有劍獅的泰山石敢當，使洪水轉向反擊北岸。水尾村菜公溝被淹後，水尾村民探知原委，偷偷將黑狗血灑在該碑上，頓時風雨大作，雷雨交加。

## 模樣
鎮上耆老因碑上有劍獅而稱其「獅子咬劍石敢當」。
依林衡道考據，此石敢當其高度五尺六、寬度二尺四、厚度五寸，是臺灣最大的石敢當。《石敢當初探—臺南地區石敢當實例》作者楊仁江研究《繪圖魯班經》規定泰山石敢當尺寸及形狀，可是他發現臺灣的石敢當卻沒遵守。泰山石敢當就比《繪圖魯班經》所示的高四尺八、寬一尺二的正常規格大一號。
當地教師張億載說明，碑上的「泰山石敢當」看似五個字就有三個別字，其中「泰」的「水」少了一捺（㤗）、「石」多了一點（䂖）、「敢」的「耳」沒伸下，因為防洪所設，自然水要少，石要多、敢用兩腳站穩。
在1997年報導時，對聯寫著「今古乾坤昭化育，海天日月共光華」。

## 遷移

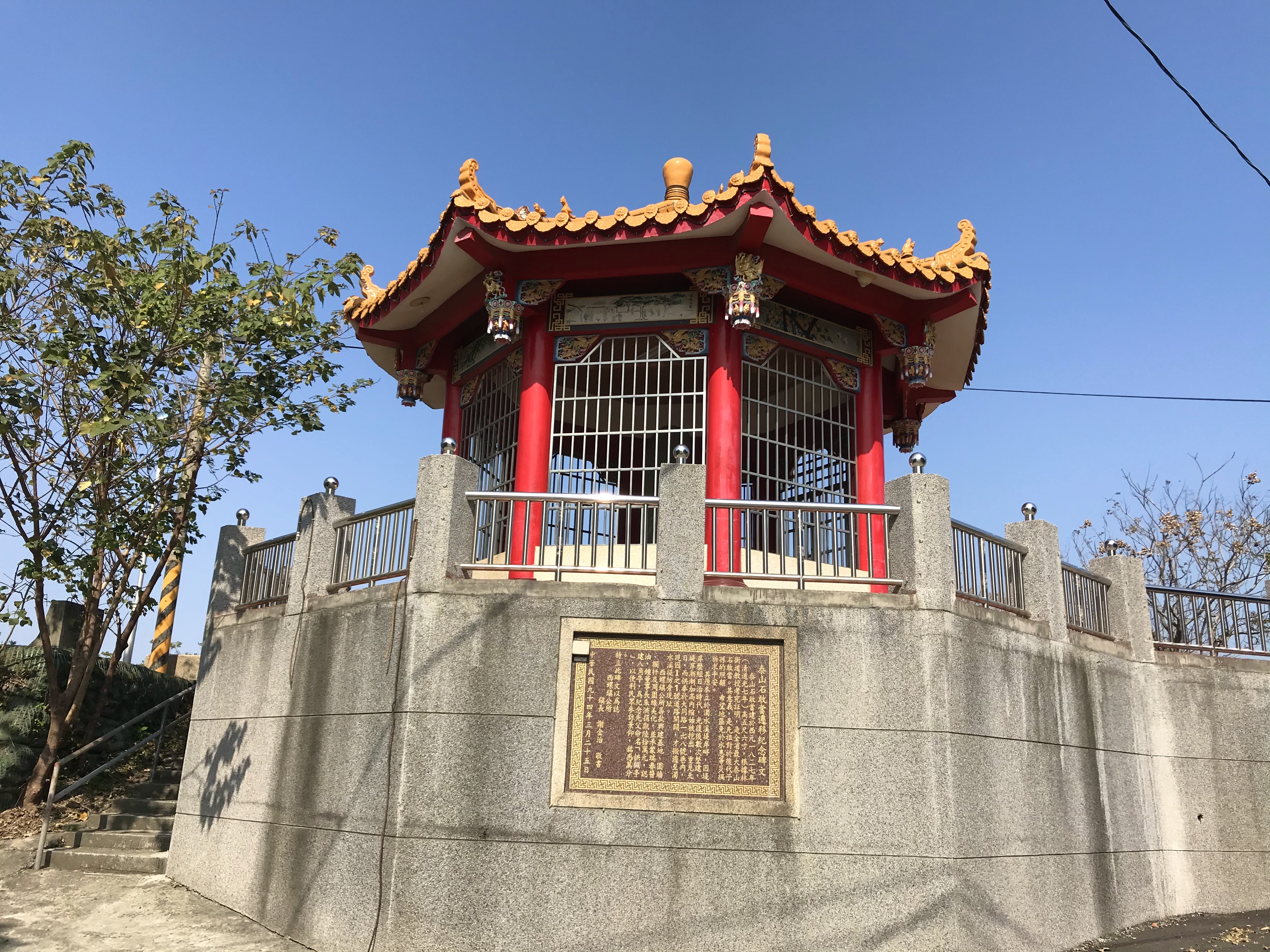
拱照亭

該石敢當因堤岸數次整建淹沒，之後堤岸逐漸加高內縮重見天日，改安置於西螺市仔頭。鎮上耆老因所立之處位於西螺老市街，遂改稱「市仔頭石敢當」。後因該地被水利單位放領申購，而位在私人宅院中。住戶廖淑蓉回憶她出生時候石敢當就已在她家，父親與祖父每天都用香祭拜。為避免干擾作息，只有當地團體帶人拜訪時，才開門提供參觀。鎮長謝金治認為泰山石敢當是文物瑰寶，應立於開放空間方便更多人參觀，有意遷到濁水溪堤防或西螺大橋附近。部份地方人士認為不妥，認為會破壞原意設立的鎮煞風水。後來，位置處因要開闢1之1道路，需要遷移。
2003年7月10日，丸莊醬油董事長莊英烈拜會雲林縣政府文化局長林日揚，提及遷移的迫切性。9月16日，經濟部水利署第四河川局課員林明輝等人，會同西螺公所民政課長沈美麗勘查泰山石敢當遷移預定地後，表示河川局原則同意撥用土地給公所。其建造費由瑞春醬油董事長鍾朱洪捐獻六十萬元，並以紀念其父鍾拱照之名建亭，取名「拱照亭」。
2005年3月25日，舉行揭碑典禮，鎮長謝金治、立委張碩文、瑞春醬油董事長鍾朱洪參加。石敢當面向東方水源處，風水說是用來阻擋洪水沖破堤防。